# Mokhtar Belmokhtar
Mokhtar Belmokhtar (Ghardaïa, 1º giugno 1972 – 2016) è stato un guerrigliero e terrorista algerino, capo del gruppo jihadista al-Murabitun'.
Considerato uno dei più noti e influenti signori della guerra del Sahara, è stato attivo in Algeria, nella parte occidentale del Sahel, in Mali, Mauritania e Libia, in attività terroristiche, di sequestri di persona ai danni di turisti o di occidentali residenti in loco e di contrabbando di tabacco e sigarette per le quali si era meritato il soprannome di Mr Marlboro. Gravita nella costellazione di gruppi qaidisti vicini ad al-Qāʿida nel Maghreb Islamico. Secondo alcune fonti non ufficiali Belmokhtar potrebbe essere rimasto ucciso il 14 giugno 2015 nel corso di un attacco statunitense nella città cirenaica di Ajdābiya, ma la notizia è stata smentita dai jihadisti di Ansar Dine.

## Biografia
Durante la guerra civile in Afghanistan, nei primi anni novanta, combatté sulle montagne dell'Hindukush al fianco dei mujahidin contro l'occupazione sovietica del paese (durante questa occasione perse l'occhio sinistro), per poi entrare a far parte del Gruppo islamico armato di Algeria (GIA) durante la guerra civile algerina, scoppiata a seguito dell'annullamento da parte del regime delle elezioni vinte dal partito islamista FIS (Fronte Islamico di Salvezza). In seguito divenne uno dei comandanti dell'organizzazione Gruppo Salafita per la Predicazione e il Combattimento (GSPC), dal 2005 affiliatasi ad al-Qaida col nome di al-Qāʿida nel Maghreb Islamico (AQMI). Come uno dei capi del gruppo si dedicò all'attività di contrabbando e traffico di droga (hashish, cocaina), auto rubate, diamanti, esseri umani, al fine di incrementare la fornitura di armi ai gruppi ribelli. Inoltre, i rapimenti di cittadini occidentali di cui si è reso responsabile si ritiene che gli abbiano fruttato milioni di dollari in riscatti.
A partire dal 2003 ha intessuto relazioni con l'organizzazione capeggiata da Osama Bin Laden al-Qa'ida. Nel 2004, nel 2007 e nel 2008 è stato condannato da tribunali algerini al carcere a vita e alla pena di morte. Dal 2012, ebbe un ruolo rilevante nel processo di separazione dell'Azawad dal Mali, sfruttando la scia della rivolta dei tuareg a seguito del ritorno, dopo la caduta del regime Gheddafi, dei guerriglieri al soldo di Tripoli. Nel gennaio 2013 rivendicò la responsabilità della guida dell'attacco contro la struttura petrolifera di Aménas, che provocò la morte di numerosi ostaggi occidentali. A breve distanza, il 2 marzo 2013 ne venne annunciata l'uccisione per mano delle forze armate del Ciad attive in Mali nel corso di un'operazione antiterrorismo, ma la notizia venne successivamente smentita.
Nel 2012, in seguito alla rottura con l'emiro di AQMI Abdelmalek Droukdel, formò una sua brigata autonoma chiamata "Katīiba al-mulaththamīn" ("Battaglione degli Inturbantati"). Il 22 agosto 2013 Belmokhtar annunciò la fusione della propria organizzazione con il Movimento per l'Unicità e il Jihād nell'Africa Occidentale (MUJAO), cui era stato legato da una stretta intesa in precedenza. Il nuovo gruppo assunse la denominazione di "al-Murabitun" (alla francese, El-Mourabitoune) e si affrettò ad rinnovare l'alleanza con al-Qāʿida nel Maghreb Islamico. Nella stessa occasione Belmokhtar annunciò la propria intenzione di lasciare la guida del gruppo alle nuove leve islamiste. Il 14 giugno 2015, il governo libico ha annunciato che Belmokhtar è stato ucciso in un attacco aereo americano in Libia. Funzionari statunitensi hanno confermato l'attacco aereo e che Belmokhtar era un bersaglio, ma non sono stati in grado di confermare che Belmokhtar sia stato ucciso. Nel novembre 2016, Belmokhtar è stato di nuovo preso di mira in un attacco aereo francese, condotto da aerei francesi nel sud della Libia, sulla base di informazioni provenienti dagli Stati Uniti. I funzionari statunitensi non sono stati in grado di confermare la morte di Belmokhtar.